# Safari
Safari是蘋果公司所開發，並內建於macOS（前稱OS X、Mac OS X）、iOS与iPadOS的網頁瀏覽器。”Safari“在斯瓦希里語為旅行，字源來自阿拉伯語同義詞 سفرة （safra）。

## 開發歷程
在1997年以前，Mac預裝的瀏覽器是Netscape Navigator和Cyberdog。之後蘋果和微軟達成協議，以在Mac上使用Internet Explorer for Mac作預設瀏覽器換取微軟開發Mac版的Microsoft Office。
在最終定名Safari之前，還構思了其他幾個名字，包括Freedom。在之前一年多以來，瀏覽器的內部名稱一直是Alexander，這個名字甚至遍佈了所有程式的代碼；並且在Safari之前還提出過iBrowse。
2003年1月7日，在舊金山舉行的Macworld大會上，史提夫·賈伯斯宣布蘋果正在開發自己的瀏覽器，稱為Safari。它基於KHTML排版引擎的分支，稱為WebKit。直至2003年6月，蘋果才推出自家的Safari瀏覽器，同時微軟也終止開發蘋果版的IE瀏覽器。Mac OS X v10.3仍保留IE，但至10.4版蘋果就僅預裝Safari瀏覽器。
2005年4月，Safari的開發人員之一戴夫·海厄特，就他為Safari進行除錯的進展方面提交文件，使之能通過Acid2測試。同年4月27日，海厄特宣佈其內部試驗版本的Safari通過了Acid2測試，成為第一個通過該測試的瀏覽器。
2005年4月29日，Safari 2.0版推出，內置RSS及Atom閱讀器，其他新功能包含隱密瀏覽、收藏及電郵網頁、搜尋網址書籤等，其速度是1.2.4版本的1.8倍。至同年10月31日，Safari 2.0.2版隨Mac OS 10.4.3更新套件正式推出。
2005年6月，KHTML的開發人員曾批評蘋果不去整理產品改動的記錄，蘋果方面遂將WebCore及JavaScriptCore的開發及錯誤回報交予OpenDarwin.org負責。WebKit本身也是以開放原始碼方式發行，但Safari瀏覽器自身的外觀，如使用介面等，則維持專有。
2007年6月11日，蘋果公司推出了同時支持Mac和PC的Safari 3 Public Beta版，在推出的前三天，Beta版的下載量就突破了百萬大關。同時iPhone的瀏覽器也是基於正式版的Safari 3。
Safari 4于2008年6月2日推出，提高了JavaScript性能和速度。
Safari 5于2010年6月7日推出，加入阅读器功能。5.1.7是最後一個支援Windows的版本。
Safari 6于2012年6月11日随OS X Mountain Lion推出，增加了分享列表等特性。
Safari 7在2013年6月10日的苹果公司全球软体开发者年会上公佈。新版本重新設計了閱讀列表和Top Sites版面，又在側邊欄加入了「共享的链接」，顯示用戶在社交網絡上已關注的人所發佈的网址。Safari 7亦採用了Nitro Tiered JIT和Fast Start技術，提高網站瀏覽速度。新版本的節能技術會將在背景運行的網站所使用的系統資源減低，提高電池續航力。Safari 7將會預載於OS X Mavericks上。
2014年10月16日，隨著OS X Yosemite的發布，蘋果推出了Safari 8。
2015年9月30日，隨著OS X El Capitan的發布，蘋果推出了Safari 9（同樣適用於Mavericks和Yosemite）。
2016年9月21日，隨著macOS Sierra的發布，蘋果推出了Safari 10。
2017年9月25日，隨著macOS High Sierra的發布，蘋果推出了Safari 11。
2018年9月24日，隨著macOS Mojave的發布，蘋果推出了Safari 12。
2019年9月19日，隨著macOS Catalina的發布，蘋果推出了Safari 13。
2020年11月12日，隨著macOS Big Sur的發布，蘋果推出了Safari 14。
2021年9月21日，隨著macOS Monterey的發布，蘋果推出了Safari 15。
2022年10月24日，隨著macOS Ventura的發布，蘋果推出了Safari 16。
2023年9月26日，隨著macOS Sonoma的發布，蘋果推出了Safari 17。
2024年9月16日，隨著macOS Sequoia的發布，蘋果推出了Safari 18。

## 支援
Safari在2003年1月7日首度發行測試版，並從Mac OS X Panther開始成為Mac OS X的預設瀏覽器，也是iOS和iPadOS內建的預設瀏覽器。
Windows版本的首個測試版在2007年6月11日推出，支援Windows XP、Windows Vista和Windows 7，並在2008年3月18日推出正式版，但蘋果已於2012年7月25日停止開發Windows版的Safari。

## 阅读列表
阅读列表可以自动按照阅读阅读情况，为收藏文章自动归类，并支持iCloud云端同步服务，在所有支持阅读列表和iCloud的设备中都可以使用。Safari 5.1时，阅读列表添加了离线阅读支持，可以下载收藏的网页并在没有网络的时候一样可以阅读。
阅读列表实际上是一组可以按照阅读顺序排列的特殊的书签，并且支持云端同步。

### 与书签对比
因为网络所提供的资讯繁杂，所以就产生了离线阅读软件来净化干扰并优化阅读体验。阅读列表可以下载网页并离线阅读，但阅读列表并不是真正意义上的离线阅读软件类似于Pocket或者Instapaper等。
因为阅读列表本身不能优化网页的表现结构，而其他的稍后读软件会对网页本身的阅读体验优化（不过也可以和内置于Safari阅读器相搭配来完成阅读优化工作），同时也没有归类功能，只能按照阅读和未阅读区分。
和书签相比，阅读列表具有分类功能：当收藏了一个新的链接时，阅读列表会自动把链接归入没有阅读部分；在阅读完后，阅读列表又会自动归入已阅读，可以帮助整理。如果书签需要实现同样的功能，就会在人工整理和归类里花费过多时间。

### 外观
在Safari 6之前的阅读列表的底纹是亚麻材质的底纹，而Safari 6所有窗口，包括阅读列表的亚麻质感的底纹则修改成暗灰色的背景，这和macOS和iOS整体的极简设计趋势相关。

### 使用
在所有支持阅读列表的Safari中，都可以使用以下方法来在阅读列表添加链接：
- 在网页上按下Shift-Command-D；
- 按下分享按钮，选择添加到阅读列表（iOS中的Safari也可以使用这种方法[31]）；
- 右击链接，选择添加到阅读列表；
- 在书签下拉菜单中选择添加到阅读列表；
- 通过点击地址栏左侧的+按钮来添加阅读列表，或按住并在弹出菜单中选择添加到阅读列表。

## 市佔率
2008年2月，TheCounter.com報告指Safari的市佔率為3.34%，而Net Applications則指其市佔率為2.63%。
其後，市佔率再從2009年1月的3.62%爬升至2011年4月的7.1%。
在行動裝置平台，根據GlobalStats統計，Safari占有率为25.26%。

## 外部連結
- Safari - Apple（页面存档备份，存于）
- Safari - Apple (中国)（页面存档备份，存于）
- Safari - Apple (香港)（页面存档备份，存于）
- Safari - Apple (台灣)（页面存档备份，存于）